# Ahintziaga
L'Ahintziaga ou Aintziaga, culminant à 902 ou 905 m d'altitude, est un sommet frontalier du Pays basque surplombant par l'ouest Saint-Étienne-de-Baïgorry en Basse-Navarre, dans les Pyrénées-Atlantiques.

## Toponymie
Il est tentant d'analyser ce nom par Aintzi-aga « lieu abondant en marécages ». Mais ce ne peut être qu'une étymologie populaire tant il est inadapté à un sommet. On peut le rapprocher du nom de l'Ahantziga.

## Géographie

### Topographie
L'Ahintziaga est situé sur la ligne de crête frontalière séparant les vallées du Baztan et de Baïgorry.

## Voies d'accès
On y accède depuis Saint-Étienne-de-Baïgorry.